# 荒ぶる胸のシンバル鳴らせ
「荒ぶる胸のシンバル鳴らせ」（あらぶるむねのシンバルならせ）は渡辺美里の楽曲で、2000年8月2日にEpic Recordsより発売された38枚目のシングル。

## 解説
- 2000年第2弾となる初の3曲入りマキシシングル。
- タイトルチューン「荒ぶる胸のシンバル鳴らせ」は、テレビ朝日系列全国ネット・2000年『熱闘甲子園』のオープニング・テーマとして使用された。[2] 本曲は、『熱闘甲子園』のコンピレーション・アルバム『一番熱かった夏 ～熱闘甲子園の歌～』にも収録されている。[3] アルバム「Love Go Go!!」からのシングルカットであるが、イントロの一部がカットされている。

## 収録曲
（全曲・作詞：渡辺美里）
1. 荒ぶる胸のシンバル鳴らせ
作曲：石井妥師　編曲：有賀啓雄
2. こぶし 　
作曲：木根尚登　編曲：有賀啓雄
3. Flower
作曲：石井妥師　編曲：石井妥師・山本拓夫

## 収録アルバム
- 『Love Go Go!!』 ※荒ぶる胸のシンバル鳴らせ (#8)※こぶし (#5)
- 『25th Anniversary Misato Watanabe Complete Single Collection〜Song is Beautiful〜』 ※荒ぶる胸のシンバル鳴らせ (Disc.3 #11)
- 『harvest』 ※荒ぶる胸のシンバル鳴らせ (Disc.1 #7)
- 『一番熱かった夏 ～熱闘甲子園の歌～』※荒ぶる胸のシンバル鳴らせ (#7)[4]